# Stanisław Wielgus
Stanisław Wojciech Wielgus [staˈniswaf ˈvɔjtɕɛx ˈvjɛlɡus] (Wierzchowiska, 23 april 1939) is een Poolse rooms-katholieke geestelijke. Hij is de voormalige aartsbisschop van het aartsbisdom Warschau. 
Wielgus werkte dertig jaar lang als docent filosofie aan de Katholieke Universiteit van Lublin. Vanaf 1973 was hij ook verbonden aan de Ludwig-Maximilians-Universität München, waar Joseph Ratzinger een collega van hem was. In 1999 werd hij benoemd tot bisschop van Płock.
Hij werd op 6 december 2006 benoemd door paus Benedictus XVI en aanvaardde zijn ambt op 5 januari 2007. Twee dagen later, een uur voor de openbare installatie, legde hij zijn functie neer. Wielgus was in opspraak geraakt door zijn samenwerking met de Służba Bezpieczeństwa, de voormalige Poolse geheime dienst.
Twee weken na zijn benoeming tot aartsbisschop vonden journalisten documenten waaruit bleek dat Wielgus al sinds 1967, toen hij studeerde in Lublin, samen had gewerkt met de geheime dienst onder het communisme. Na de eerste onthullingen gaf hij een verklaring uit waarin hij toegaf dat hij in 1978, volgens hem onder druk, een samenwerkingsovereenkomst met de dienst had getekend. Naar zijn zeggen bestond die samenwerking louter uit het doorgeven van zijn eigen bezigheden en de belofte geen anticommunistische activiteiten te ondernemen. Hij ontkende opgetreden te hebben als een informant. 
Uit later gevonden documenten bleek echter dat Wielgus informatie aan de dienst had doorgegeven over activiteiten binnen de universiteit, door de dienst getraind was en een poging had gedaan de radiozender Radio Free Europe te infiltreren. Wielgus had van dit alles voor zijn benoeming niets verteld aan de Paus.
Het Vaticaan zag in de beschuldigingen geen aanleiding Wielgus' benoeming terug te draaien. Kort voor zijn installatie bood hij echter zijn ontslag aan. Twee commissies, een van de kerk en een van de Poolse regering, hadden uitgesproken dat er "geen twijfel" aan de juistheid van de beschuldigingen was.
Na het aftreden van Wielgus heeft zijn voorganger, Józef Glemp, de functie waargenomen, totdat Kazimierz Nycz tot aartsbisschop werd benoemd.
- Bibliothèque nationale de France: cb12103105b (data)
- Gemeinsame Normdatei: 104316247X
- International Standard Name Identifier: 0000 0001 1026 9837
- Library of Congress Control Number: n84095574
- Nationale Bibliotheek van Tsjechië: mzk2015859246
- Nationale Bibliotheek van Israël: 987007278422505171
- Nationale Bibliotheek van Polen: a0000001186924
- Nederlandse Thesaurus van Auteursnamen: 075234637
- Réseau des bibliothèques de Suisse occidentale: 02-A003973807
- Système universitaire de documentation: 029394252
- Virtual International Authority File: 54177636
- WorldCat: E39PBJgt4RH8cwRcbf3YpfRtKd